# Rạch Giá

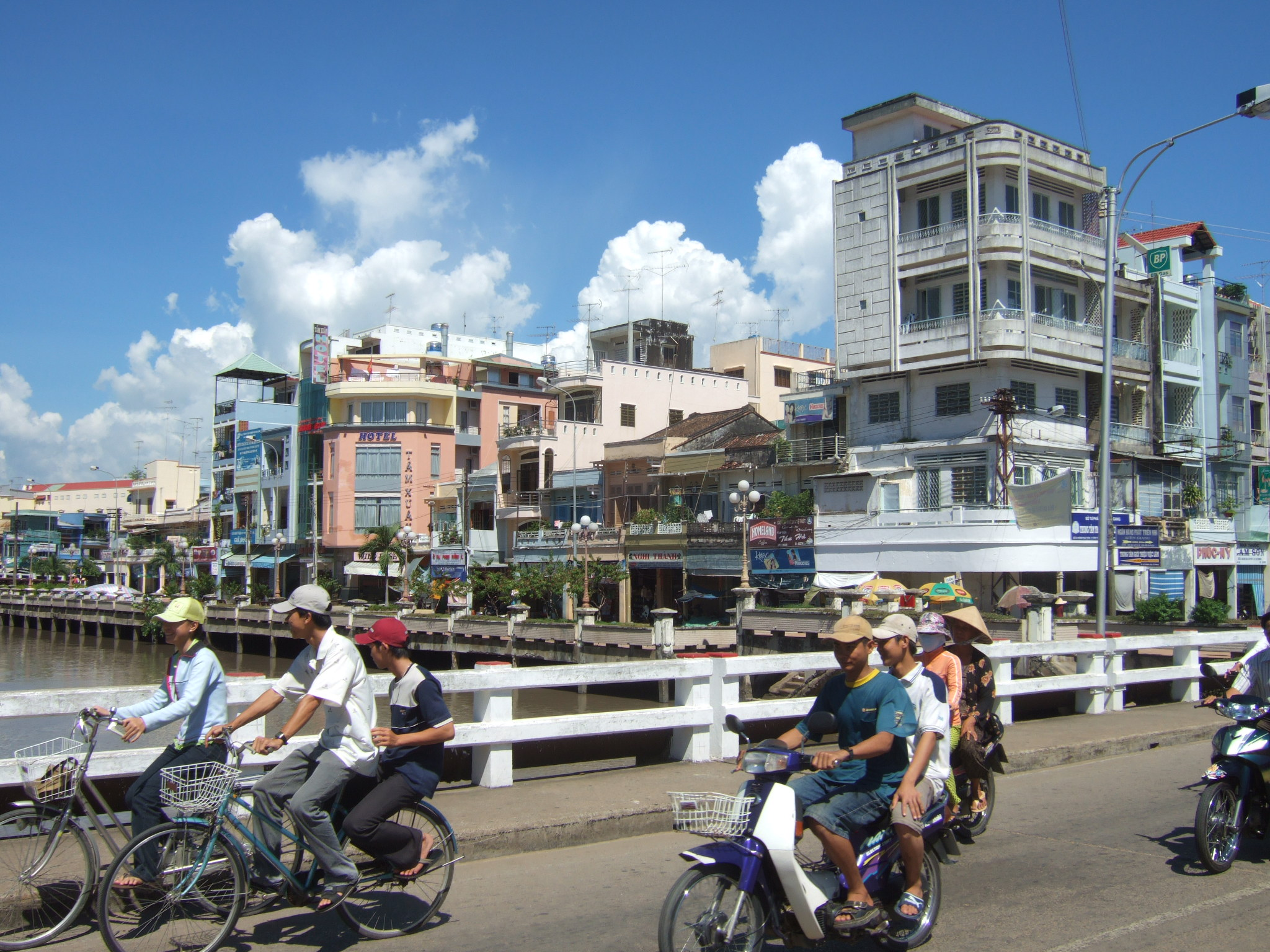

Rạch Giá ist die am Golf von Thailand gelegene Hauptstadt der vietnamesischen Provinz Kiên Giang. Mit 244.055 Einwohnern (Stand 2007) ist sie die neuntgrößte Stadt Vietnams.
Die Stadt wächst durch ein Landgewinnungsprogramm in den Golf hinein. Vor der Bucht von Rạch Giá liegen 92 Inseln.